# Yngve Berg (konstnär)
Yngve Thor Henrik Berg, född 16 januari 1918 i Lund, död 2002, var en svensk konstnär.
Han var son till Thorwald Edvin Berg och Ellen Cornelia Hansson. Berg studerade vid Erik Clemmesens målarskola i Köpenhamn 1946 samt under studieresor till Norge, Italien, England, Irland och Frankrike. Separat och tillsammans med Bo Johnsson ställde han ut ett flertal gånger i Lund och han medverkade i samlingsutställningar med Lunds konstnärsgille. Hans konst består av dekorativa lågreliefer i trä, sagomotiv, bibliska motiv och scener ur det lundensiska livet. 